# Abednego Matilu
Abednego Matilu (* 21. November 1968) ist ein ehemaliger kenianischer Sprinter, der sich auf den 400-Meter-Lauf spezialisiert hatte.
1992 gewann er die Bronzemedaille im 400-Meter-Lauf bei den Leichtathletik-Afrikameisterschaften auf Mauritius. Bei den Olympischen Spielen in Barcelona stand er mit der 4-mal-400-Meter-Staffel im Finale. Die kenianische Stafette erreichte das Ziel jedoch nicht.
Den bedeutendsten Erfolg seiner Karriere erzielte er in der 4-mal-400-Meter-Staffel bei den Leichtathletik-Weltmeisterschaften 1993 in Stuttgart. Gemeinsam mit Kennedy Ochieng, Simon Kemboi und Samson Kitur holte er in 2:59,82 min die Silbermedaille hinter der Staffel der Vereinigten Staaten, die in diesem Rennen einen Weltrekord aufstellte (2:54,29 min).
Matilu nahm noch an zwei weiteren Leichtathletik-Weltmeisterschaften teil. Bei den Leichtathletik-Weltmeisterschaften 1995 in Göteborg erreichte er über 400 m das Halbfinale. Dagegen scheiterte er bei den Leichtathletik-Weltmeisterschaften 1999 in Sevilla bereits in der Vorrunde.
Abednego Matilu ist 1,75 m groß und hatte ein Wettkampfgewicht von 73 kg. 

## Bestleistungen
- 400 m: 44,97 s, 7. August 1995, Göteborg